# Anthela rubeola
Anthela rubeola là một loài bướm đêm thuộc họ Anthelidae. Loài này có ở Úc.